# Šigeko Higašikuni
Šigeko Higašikuni (japonsky 東久邇 成子, Higašikuni Šigeko; 6. prosince 1925 – 23. července 1961), rozená Šigeko, princezna Teru (japonsky 照宮成子内親王, Teru-no-mija Šigeko naišinnó), byla nejstarší dcerou císaře Hirohita a císařovny Kódžun a manželka prince Morihira Higašikuniho. Byla nejstarší sestrou japonského císaře Akihita.

## Životopis
Princezna Šigeko se narodila 6. prosince 1925 v paláci Akasaka v Tokiu jako první ze sedmi dětí korunního prince a pozdějšího císaře Hirohita a jeho manželky, korunní princezny Nagako (pozdější císařovny Kódžun), v době, když byl její otec ještě princem regentem jejího dědečka, císaře Taišóa. V rozporu s tradicemi japonské císařské rodiny byla do tří let vychovávána svými biologickými rodiči. Po třetím roce života ji v souladu s tehdejšími zvyklostmi vychovávaly dvorní dámy v samostatném paláci, který byl pro ni a její mladší sestry postaven v tokijské čtvrti Marunuči. V roce 1932 nastoupila do dívčího oddělení základní školy Gakušúin, ve které roku 1942 završila základní vzdělání. Milovala přírodovědné předměty a v budoucnu chtěla jít studovat biologii na univerzitu a poté pracovat v laboratoři. V té době to ale byl pro princeznu nedosažitelný sen.
V roce 1941 se oficiálně zasnoubila s princem Morihirem Higašikunim, nejstarším synem prince Naruhika Higašikuniho (později v roce 1945 zastával funkci premiéra) a Tošiko, princezny Jasu (deváté dcery císaře Meidži). Pár byl oficiálně oddán 10. října 1943. Protože se svatba konala uprostřed druhé světové války, byl obřad a výdaje omezeny na minimum, nevěsta si oblékla kimono junihitoe, které patřilo její matce, císařovně Kódžun, místo toho, aby si pro slavnostní příležitost nechala ušít nové šaty. Vztah mezi ní a manželem byl zprvu složitý, protože šlo o typické staromódní předem dohodnuté manželství. Po čase si k sobě našli cestu. Měli spolu pět dětí. Poslední tři se narodily poté, co byli Higašikunové v roce 1947 po zrušení císařských titulů spojeneckými okupačními silami zbaveni všech privilegií a žili jako řadoví občané.
V důsledku prudké poválečné inflace, vysokých daní a různých neúspěšných podnikatelských záměrů Morihira Higašikuniho se rodina ocitla v chudobě. V lednu 1958 přijala Šigeko nabídku japonské národní televize, aby vystoupila před diváky v přímém přenosu a vysvětlila různé královské obřady, například soutěž ve čtení novoročních básnických přání.
V roce 1960 onemocněla; stěžovala si na bolesti žaludku a byla jí diagnostikována rakovina žaludku. Byla hospitalizována v nemocnici Agentury pro císařský dvůr v Tokiu a 23. července 1961 zemřela. Její hrob se nachází na císařském hřbitově Tošimagaoka v tokijském Bunkjó.

## Rodina
Šigeko a Morihiro měli pět dětí, z toho tři syny a dvě dcery:
1. Princ Nobuhiko Higašikuni (東久邇宮 信彦王, Higašikuni-no-mija Nobuhiko ó; 10. března 1945 – 20. března 2019)[7]
2. Princezna Fumiko Higašikuni (文子女王, Fumiko džoó; narozena 23. prosince 1946)
3. Hidehiko Higašikuni (東久邇 秀彦, narozen 30. června 1949)
4. Naohiko Higašikuni (東久邇 真彦, narozen roku 1953)
5. Júko Higašikuni (東久邇 優子, narozena roku 1954)

## Genealogie
|  |                          |  |  |  |  |  |  |  |  |  |  |  |  |
|  | Mucuhito, císař Meidži   |  |  |  |  |  |  |  |  |  |  |  |  |
|  |                          |  |  |  |  |  |  |  |  |  |  |  |  |
|  |                          |  |  |  |  |  |  |  |  |  |  |  |  |
|  | Jošihito, císař Taišó    |  |  |  |  |  |  |  |  |  |  |  |  |
|  |                          |  |  |  |  |  |  |  |  |  |  |  |  |
|  |                          |  |  |  |  |  |  |  |  |  |  |  |  |
|  | Dáma Naruko Janagihara   |  |  |  |  |  |  |  |  |  |  |  |  |
|  |                          |  |  |  |  |  |  |  |  |  |  |  |  |
|  |                          |  |  |  |  |  |  |  |  |  |  |  |  |
|  | Hirohito, císař Šówa     |  |  |  |  |  |  |  |  |  |  |  |  |
|  |                          |  |  |  |  |  |  |  |  |  |  |  |  |
|  |                          |  |  |  |  |  |  |  |  |  |  |  |  |
|  | Princ Mičitaka Kudžó     |  |  |  |  |  |  |  |  |  |  |  |  |
|  |                          |  |  |  |  |  |  |  |  |  |  |  |  |
|  |                          |  |  |  |  |  |  |  |  |  |  |  |  |
|  | Dáma Sadako Kudžó        |  |  |  |  |  |  |  |  |  |  |  |  |
|  |                          |  |  |  |  |  |  |  |  |  |  |  |  |
|  |                          |  |  |  |  |  |  |  |  |  |  |  |  |
|  | Dáma Ikuko Noma          |  |  |  |  |  |  |  |  |  |  |  |  |
|  |                          |  |  |  |  |  |  |  |  |  |  |  |  |
|  |                          |  |  |  |  |  |  |  |  |  |  |  |  |
|  | Šigeko, princezna Teru   |  |  |  |  |  |  |  |  |  |  |  |  |
|  |                          |  |  |  |  |  |  |  |  |  |  |  |  |
|  |                          |  |  |  |  |  |  |  |  |  |  |  |  |
|  | Princ Kuni Asahiko       |  |  |  |  |  |  |  |  |  |  |  |  |
|  |                          |  |  |  |  |  |  |  |  |  |  |  |  |
|  |                          |  |  |  |  |  |  |  |  |  |  |  |  |
|  | Princ Kunijoši Kuni      |  |  |  |  |  |  |  |  |  |  |  |  |
|  |                          |  |  |  |  |  |  |  |  |  |  |  |  |
|  |                          |  |  |  |  |  |  |  |  |  |  |  |  |
|  | Dáma Izumi Makiko        |  |  |  |  |  |  |  |  |  |  |  |  |
|  |                          |  |  |  |  |  |  |  |  |  |  |  |  |
|  |                          |  |  |  |  |  |  |  |  |  |  |  |  |
|  | Kódžun, princezna Nagako |  |  |  |  |  |  |  |  |  |  |  |  |
|  |                          |  |  |  |  |  |  |  |  |  |  |  |  |
|  |                          |  |  |  |  |  |  |  |  |  |  |  |  |
|  | Daimjó Tadajoši Šimazu   |  |  |  |  |  |  |  |  |  |  |  |  |
|  |                          |  |  |  |  |  |  |  |  |  |  |  |  |
|  |                          |  |  |  |  |  |  |  |  |  |  |  |  |
|  | Princezna Čikako Šimazu  |  |  |  |  |  |  |  |  |  |  |  |  |
|  |                          |  |  |  |  |  |  |  |  |  |  |  |  |
|  |                          |  |  |  |  |  |  |  |  |  |  |  |  |
|  | Sumako Jamazaki          |  |  |  |  |  |  |  |  |  |  |  |  |
|  |                          |  |  |  |  |  |  |  |  |  |  |  |  |
|  |                          |  |  |  |  |  |  |  |  |  |  |  |  |

## Galerie

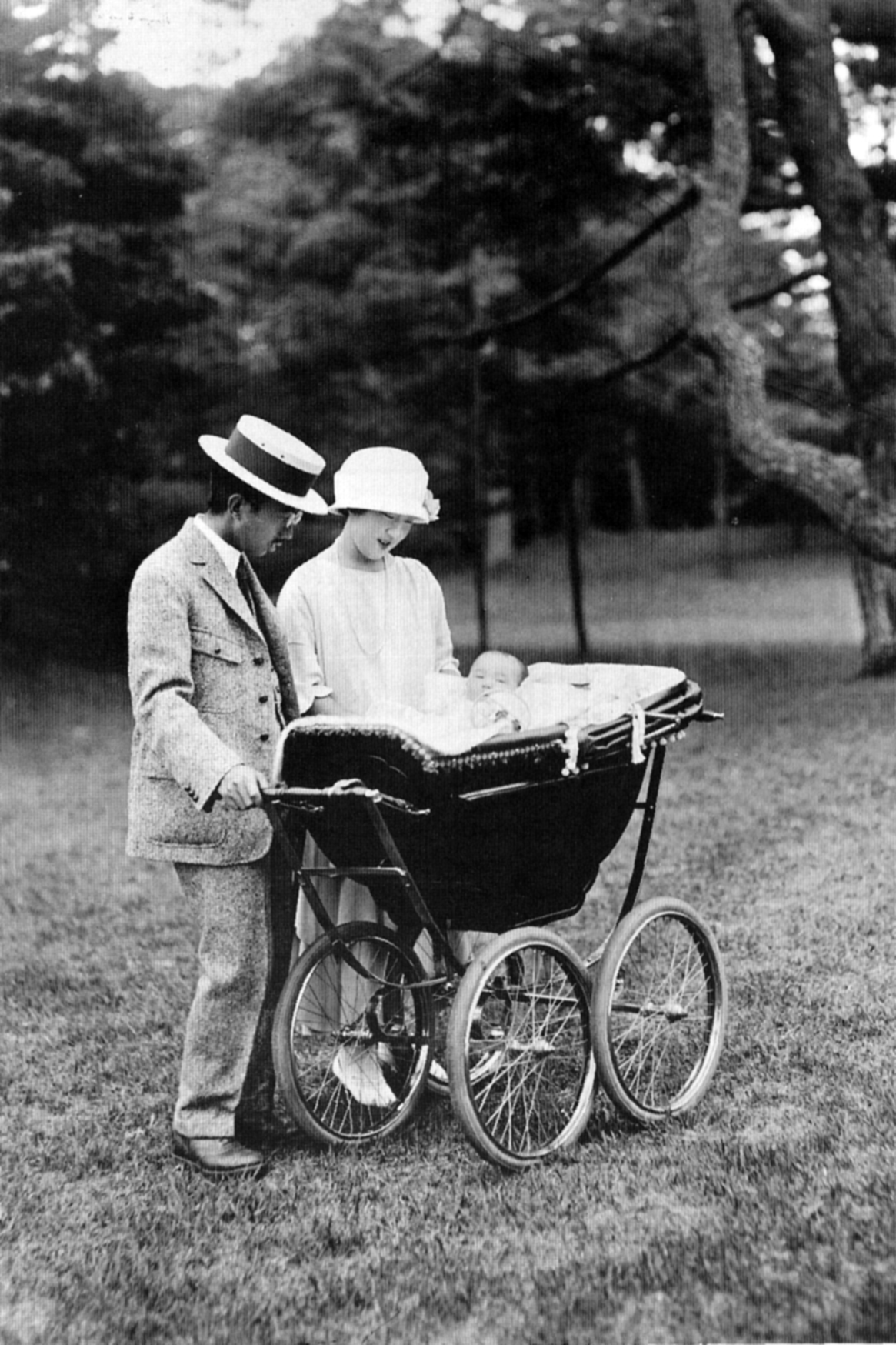
Korunní princ Hirohito a korunní princezna Nagako s jejich první dcerou, princeznou Šigeko, 1926
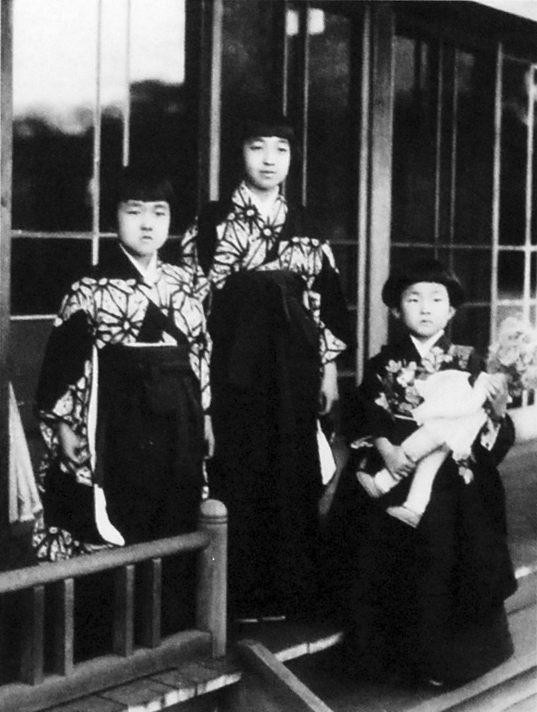
Dcery císaře Šówy
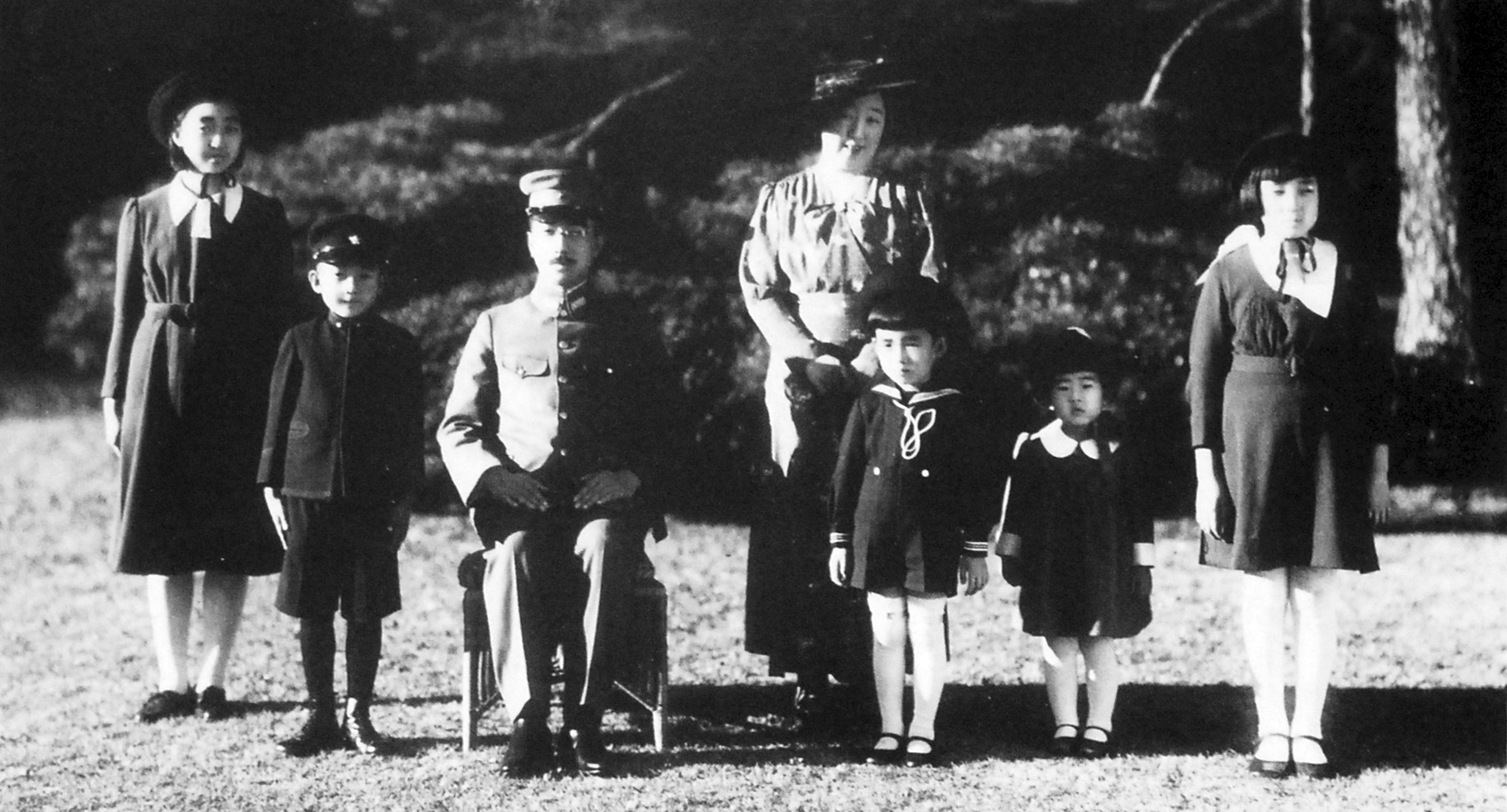
Rodina císaře Šówy, 7. prosince 1941
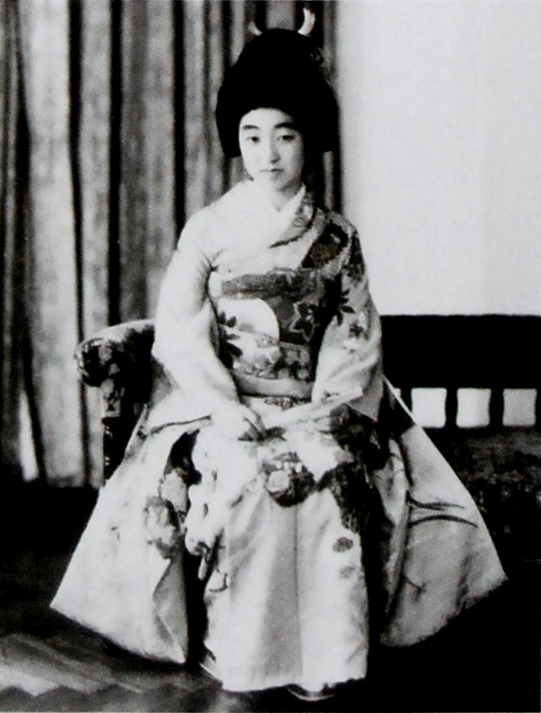
Princezna Šigeko v roce 1941
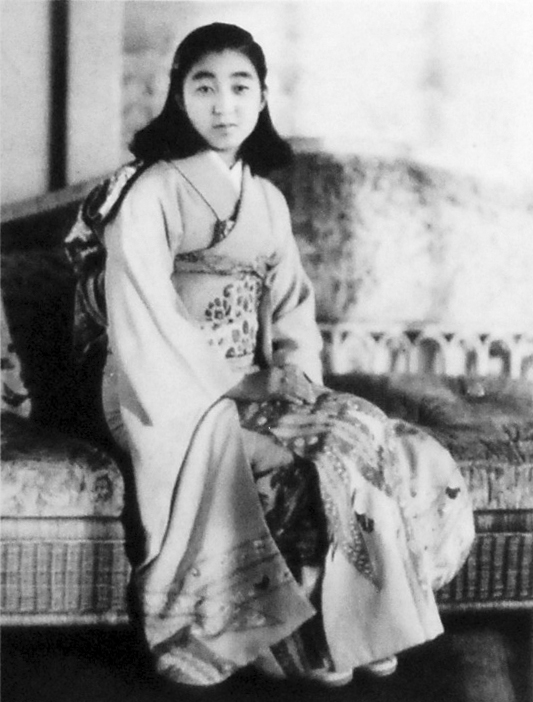
Princezna Šigeko v roce 1941
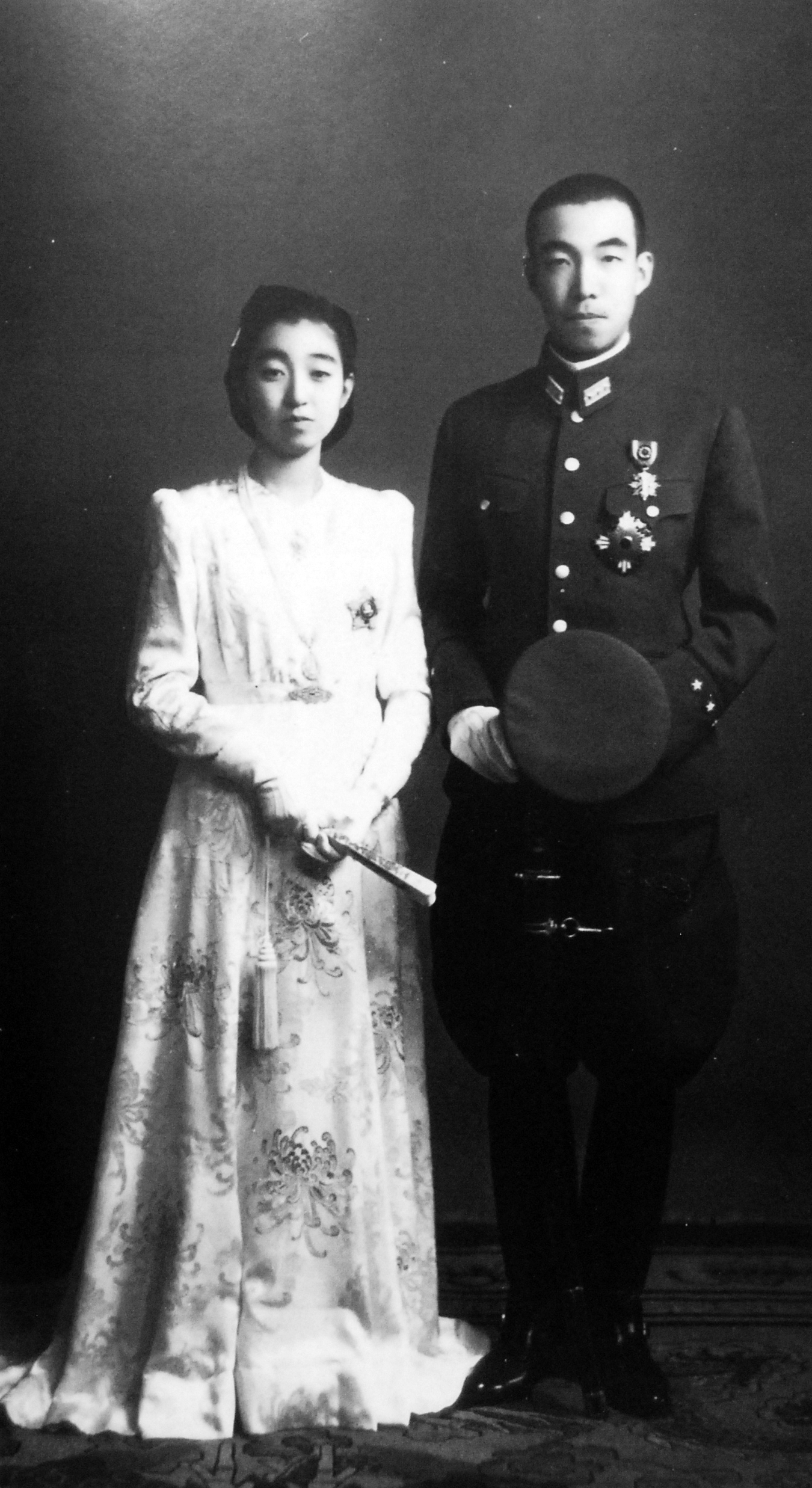
Svatební den Šigeky a Morihira, 1943